# European Design Awards
European Design Awards, також відома як ED-Awards, — це щорічні нагороди, які вручаються європейським дизайнерам за видатну роботу в галузі комунікаційного дизайну . ED-Awards — це спільна ініціатива дизайнерських журналів з усієї Європи, схвалена Міжнародною радою дизайну . ED-Awards оцінює група представників (журналісти та дизайнерські критики) з п’ятнадцяти європейських дизайнерських журналів, а переможці представлені в каталозі ED-Awards.

## Модель
ED-Awards відрізняється від інших дизайнерських нагород тим, що його журі складається не з практикуючих дизайнерів, а з журналістів та критиків, які спеціалізуються на дизайні — професіоналів, котрі оцінюють роботи та аналізують їх як частину своєї професійної діяльності. Окрім того, оскільки організаторами ED-Awards є дизайнерські журнали, учасники мають можливість опублікувати свої роботи в ряді цих видань. Щорічно завдяки поданим роботам створюється велика кількість історій та статей, що висвітлюють найкращі досягнення в галузі дизайну. 

## Журі
Спочатку журі ED-Awards складалося виключно з журналістів провідних європейських журналів графічного дизайну, включаючи німецький Novum (Zeitschrift), британський Eye_(magazine) і французький étapes:, серед інших. Однак останніми роками ED-Awards розширила склад журі, щоб включити більш різноманітний спектр досвіду в галузі комунікаційного дизайну. Ця еволюція відображає стратегічне рішення включити не лише журналістів, а й критиків, кураторів, науковців і творців контенту (завжди пов’язаних зі сферою комунікаційного дизайну) 

## Категорії
Існує 47 категорій нагород, поділених на дев'ять груп, які охоплюють такі напрямки, як брендинг, упаковка, виставковий дизайн, типографіка, цифровий дизайн, ілюстрація, самореклама та інші. Крім того, присуджуються три спеціальні нагороди: Агентство року, Найкраще шоу та Приз журі.

## Європейське дизайнерське агентство року
Найвищою нагородою ED-Awards є нагорода, яка присуджується найуспішнішій (у творчому відношенні) студії на континенті. Наразі це звання отримали: 
- 2008 Beetroot Design Group, Греція
- 2010 Lava Design, Нідерланди
- 2011 Les Graphiquants, Франція
- 2012 Silo, Нідерланди
- 2013 Jaeger & Jaeger, Німеччина
- 2014 R2, Португалія
- 2015 Бюро Єрмолаєва, Росія
- 2016 Raffinerie AG für Gestaltung, Швейцарія
- 2017 Silo, Нідерланди
- 2018 Vruchtvlees, Нідерланди
- 2019 Вид, Норвегія
- 2020 АНТИ, Норвегія
- 2021 WePlayDesign, Швейцарія
- 2022 Верве, Нідерланди
- 2023 Studio Dumbar, Нідерланди

## Приймаючі міста
Щорічні результати оголошуються під час урочистої церемонії, яка відбувається в іншому європейському місті. До цього часу церемонії European Design Awards (а також супутні події) проводилися в наступних містах:
- Athens, Греція (2007)
- Stockholm, Швеція (2008)
- Zurich, Швейцарія (2009)
- Rotterdam, Нідерланди (2010)
- Vilnius, Литва (2011)
- Helsinki, Фінляндія (2012)
- Belgrade, Сербія (2013)
- Cologne, Німеччина (2014)
- Istanbul, Туреччина (2015)
- Vienna, Австрі (2016)
- Porto, Португалія (2017)
- Oslo, Норвегія (2018)[2]
- Warsaw, Польща (2019)
- Події 2020   та 2021  заходи, які мали відбутися у Валенсії, Іспанія, були скасовані через пандемію COVID-19[1]
- Tallinn, Естонія (2022)
- Luxembourg city, Люксембург (2023)
- Naples, Італія (2024)

## Пов'язані посилання
- Німецька нагорода за дизайн
- Червона точка
- Мистецтво спілкування

## Зовнішні посилання
- Офіційний сайт European Design Awards
- Переможці 2013 року